# Dolni Dabnik

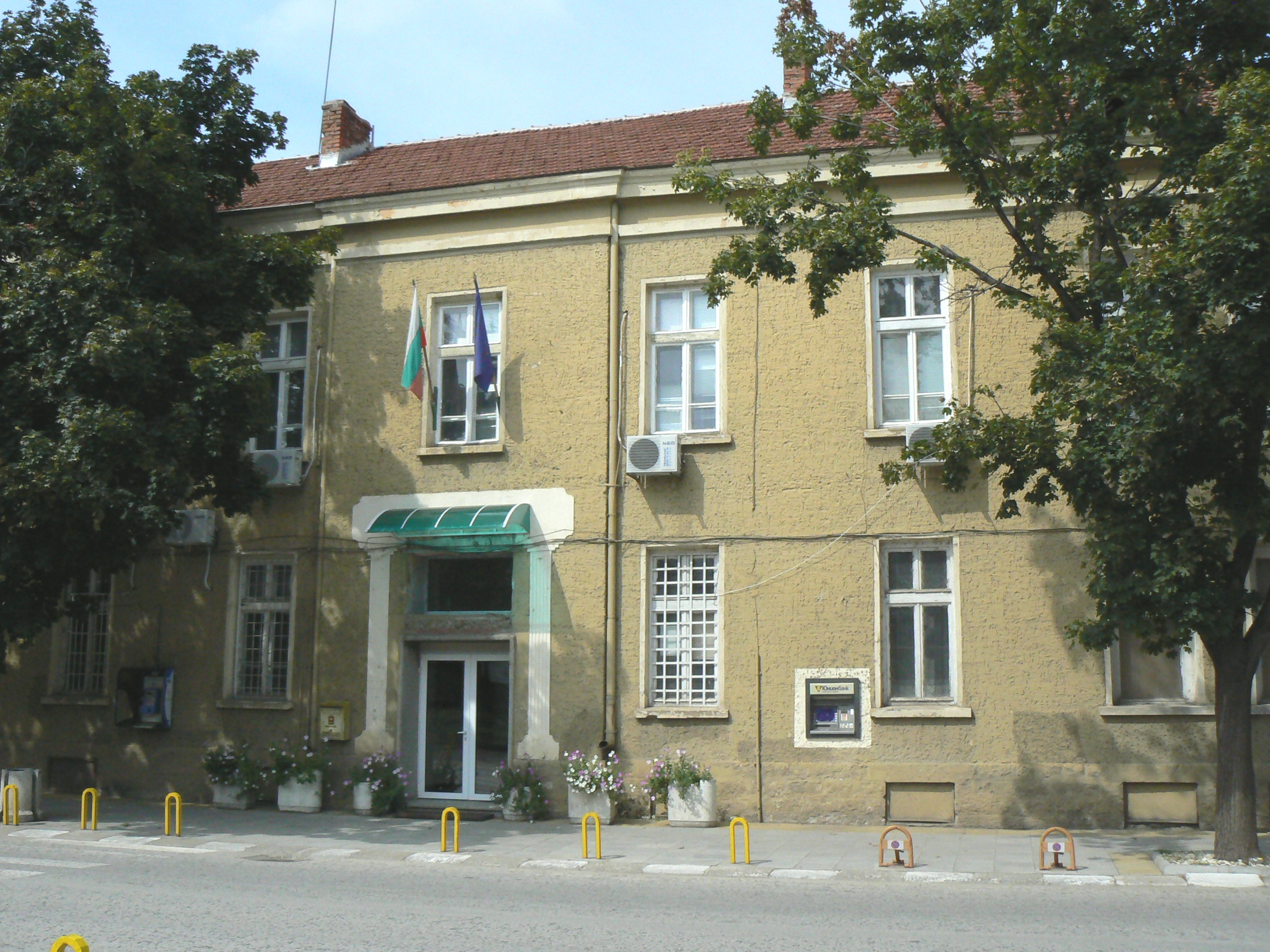
Verwaltungsgebäude der Gemeinde

Dolni Dabnik (bulgarisch: Долни Дъбник) ist eine Stadt im Nordwesten Bulgariens. Sie liegt in der Oblast Plewen, 15 km westlich der Stadt Plewen. Dolni Dabnik ist das administrative Zentrum der gleichnamigen Gemeinde Dolni Dabnik.
Der Name Dolni Dabnik bedeutet wörtlich „der untere Platz mit den Eichen“. Der Name des benachbarten Dorfes Dorf Gorni Dabnik bedeutet wörtlich „der obere Platz mit den Eichen“.

## Gemeinde Dolni Dabnik
Die Gemeinde umfasst die Orte Dolni Dabnik, Gorni Dabnik, Barkach, Gradina, Kruschowiza, Petarniza und Sadowz. 2005 hatte die Gemeinde 15.996 Einwohner. Die Gemeinde wurde 1979 gegründet und hat eine Fläche von 310 km2. Partnergemeinde ist Wolgodonsk (Russland). Bürgermeister der Gemeinde ist Borislaw Stanimirow.

## Geografie
Die Stadt liegt in der bulgarischen Donautiefebene, 40 km südlich der Donau. Dolni Dabnik ist für seine Ölfelder bekannt, von denen es in Bulgarien nur sehr wenige gibt.

## Geschichte
Der Ort wurde erstmals 1430 in offiziellen osmanischen Dokumenten erwähnt. Seit 2010 ist die Stadt Namensgeber für den Dabnik Peak im Grahamland in der Antarktis.

## Wirtschaft
Die Bevölkerung lebt von der Landwirtschaft und von der Erdölgewinnung und -verarbeitung.
Die größte lokale Firma heißt „Neft i gas“ (bulg. Нефт и газ; zu deutsch: Erdöl und Gas). In 6 km Entfernung liegt der Erdölverarbeitungsbetrieb „Plama-Plewen“ und 8 km entfernt liegt der Militärflugplatz Dolna Mitropoliya.

## Sehenswürdigkeiten
Sehenswert in Dolni Dabnik sind die Kirche „Sweti Prorok Ilija“ (Heiliger Prophet Elija) und der in der Nähe der Stadt gelegene Park Lawrow (Lorbeerpark), der den gefallenen russischen Soldaten des Russisch-Osmanischen Krieges (1877–1878) und der Schlacht von Plewen gewidmet ist.